# Amtsgericht Gießen

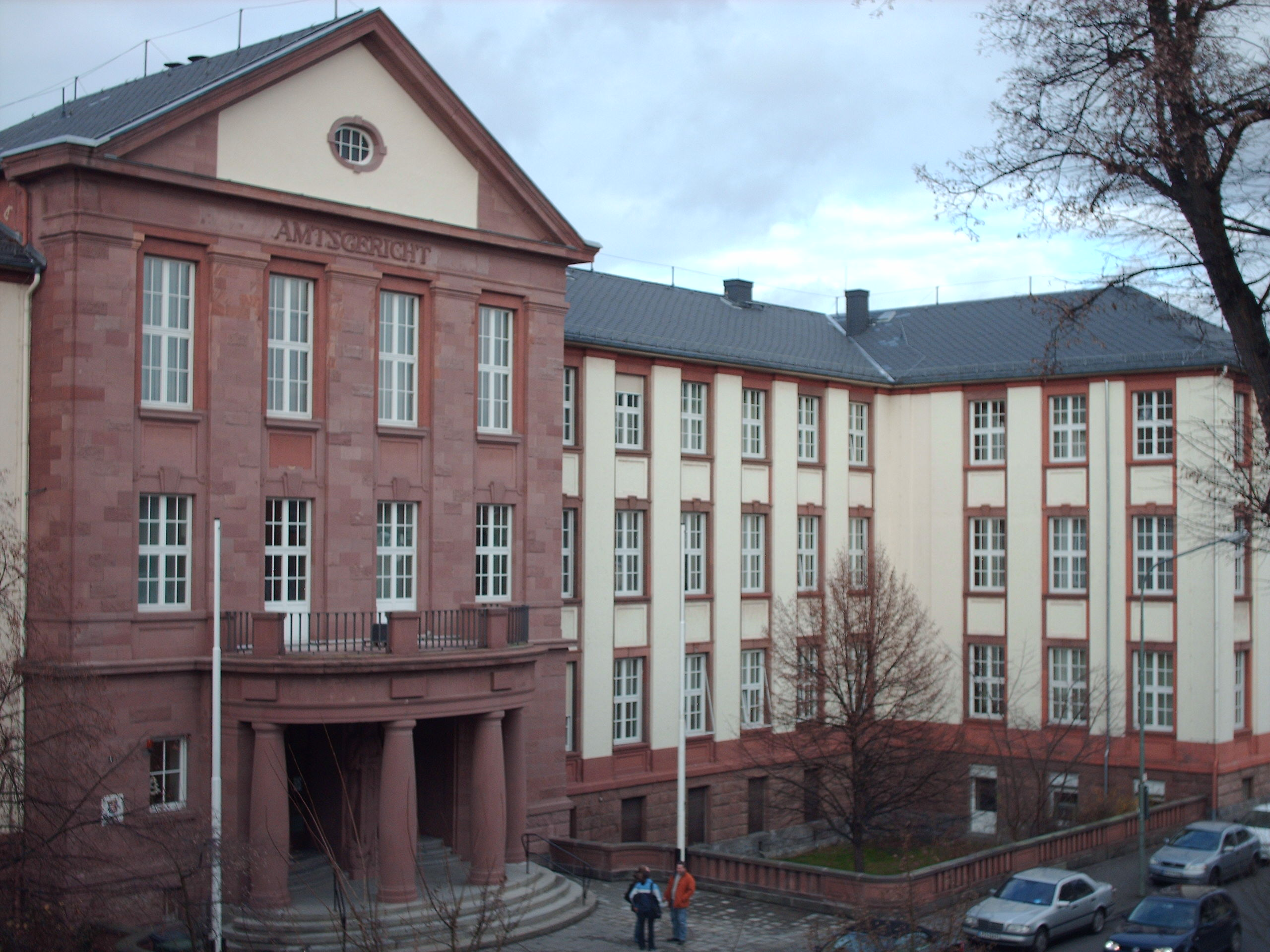
Amtsgericht Gießen

Das Amtsgericht Gießen ist ein erstinstanzliches Gericht der ordentlichen Gerichtsbarkeit im hessischen Gießen und eines von vier Amtsgerichten im Bezirk des Landgerichts Gießen.

## Gerichtssitz und Gerichtsbezirk

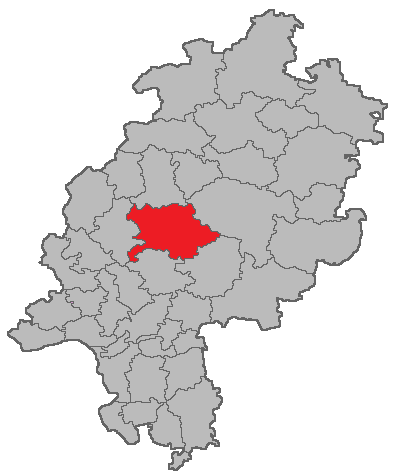
Lage des Amtsgerichtsbezirks Gießen in Hessen

Seinen Sitz hat das Gericht in der Gutfleischstraße 1 in Gießen. Der Gerichtsbezirk umfasst die Gemeinden Allendorf (Lumda), Biebertal, Buseck, Fernwald, Gießen, Grünberg, Heuchelheim, Hungen, Langgöns, Laubach, Lich, Linden, Lollar, Pohlheim, Rabenau, Reiskirchen, Staufenberg und Wettenberg.
Das Amtsgericht Gießen ist zugleich Insolvenz- und Registergericht für den Bezirk des Amtsgerichts Alsfeld.

## Geschichte

### Gründung
Anlässlich der Einführung des Gerichtsverfassungsgesetzes wurden zum 1. Oktober 1879 das Landgericht Gießen und das Stadtgericht Gießen – beides erstinstanzliche Gerichte des Großherzogtums Hessen – aufgehoben und funktional durch das Amtsgericht Gießen ersetzt. Der Gerichtsbezirk des neuen Amtsgerichts Gießen bestand außer den zuvor zu diesen beiden Gerichten gehörenden Orten aus zwei weiteren, die zuvor zum Landgericht Grünberg gehört hatten.
| Gemeinde               | Herkunft             |
| ---------------------- | -------------------- |
| Albach                 | Landgericht Gießen   |
| Allendorf/Lahn         | Stadtgericht Gießen  |
| Allendorf an der Lumda | Landgericht Gießen   |
| Allertshausen          | Landgericht Grünberg |
| Alten-Buseck           | Landgericht Gießen   |
| Annerod                | Landgericht Gießen   |
| Bersrod                | Landgericht Gießen   |
| Beuern                 | Landgericht Gießen   |
| Burkhardsfelden        | Landgericht Gießen   |
| Climbach               | Landgericht Grünberg |
| Daubringen             | Landgericht Gießen   |
| Garbenteich            | Stadtgericht Gießen  |
| Großen-Buseck          | Landgericht Gießen   |
| Gießen                 | Stadtgericht Gießen  |
| Großenlinden           | Stadtgericht Gießen  |
| Hausen                 | Stadtgericht Gießen  |
| Heuchelheim            | Stadtgericht Gießen  |
| Kleinlinden            | Stadtgericht Gießen  |
| Lang-Göns              | Stadtgericht Gießen  |
| Leihgestern            | Stadtgericht Gießen  |
| Lollar                 | Landgericht Gießen   |
| Mainzlar               | Landgericht Gießen   |
| Oppenrod               | Landgericht Gießen   |
| Reiskirchen            | Landgericht Gießen   |
| Rödgen                 | Landgericht Gießen   |
| Ruttershausen          | Landgericht Gießen   |
| Staufenberg            | Landgericht Gießen   |
| Steinbach              | Landgericht Gießen   |
| Trohe                  | Landgericht Gießen   |
| Watzenborn-Steinberg   | Stadtgericht Gießen  |
| Wieseck                | Landgericht Gießen   |

### Weitere Entwicklung
Zum 1. Juli 1912 wechselte Allertshausen wieder in die Zuständigkeit des Amtsgerichts Grünberg.
Dagegen gelangte am 1. April 1913 vom Amtsgericht Lich die Gemeinde Grüningen zum Amtsgerichtsbezirk Gießen.
Durch die Auflösung des Amtsgerichts Lich am 1. Juni 1934 erweiterte sich der Bezirk Gießen um die Orte Arnsburg, Bettenhausen, Birklar, Dorf-Güll, Hattenrod, Langsdorf, Lich, Muschenheim, Nieder-Bessingen und Ober-Bessingen.
Zum 1. Juli 1968 wurde der Amtsgerichtsbezirk Gießen noch einmal erweitert, indem die Gemeinden
- Allertshausen, Beltershain, Geilshausen, Göbelnrod, Grünberg, Harbach, Kesselbach, Lauter, Lindenstruth, Londorf, Lumda, Odenhausen (Lumda), Queckborn, Reinhardshain, Rüddingshausen, Saasen, Stangenrod, Stockhausen, Weickartshain und Weitershain vom Amtsgericht Grünberg,
- Ettingshausen, Freienseen, Gonterskirchen, Klein-Eichen, Lardenbach, Laubach, Münster, Nonnenroth, Röthges, Ruppertsburg, Villingen und Wetterfeld vom Amtsgericht Laubach sowie
- Eberstadt, Holzheim und Ober-Hörgern vom Amtsgericht Butzbach

dem Bezirk Gießen unterstellt wurden.
Die nächsten Veränderungen standen im Zug der Gebietsreform in Hessen an: Zum 12. April 1972 kam der nach Laubach eingemeindete Ortsteil Altenhain und der nach Grünberg eingemeindete Ortsteil Lehnheim vom Amtsgericht Alsfeld sowie die beiden nach Lollar eingemeindeten Ortsteile Odenhausen (Lahn) und Salzböden vom Amtsgericht Wetzlar hinzu. Gleichzeitig wurde der nach Hungen eingemeindete Ortsteil Nonnenroth an das Amtsgericht Nidda abgegeben und der nach Münzenberg eingemeindete Ortsteil Ober-Hörgern gelangten erneut zum Amtsgericht Butzbach.
Des Weiteren gab
- am 1. Juni 1976[8] das Amtsgericht Marburg die örtliche Zuständigkeit für die heute zu Allendorf (Lumda) gehörende Gemeinde Braunstein an das Amtsgericht Gießen ab,
- am 1. Januar 1977[9] das Amtsgericht Nidda die Zuständigkeit für das nach Hungen eingemeindete Dorf Villingen und
- am 1. Mai 1978[10] das Amtsgericht Lahn-Wetzlar die Zuständigkeit für die zur Gemeinde Langgöns zählenden Dörfer Cleeberg, Dornholzhausen, Espa, Niederkleen und Oberkleen an das Amtsgericht Lahn-Gießen ab.

Infolge der Bildung der Stadt Lahn am 1. Januar 1977 wurde das Amtsgericht Gießen in Amtsgericht Lahn-Gießen umbenannt. Als am 1. August 1979 die Stadt Lahn wieder aufgelöst wurde, erfolgte die Rückbenennung in Amtsgericht Gießen. Gleichzeitig wurde die bis dahin zum Gerichtsbezirk Wetzlar gehörende Gemeinde Biebertal dem Gießener Bezirk zugeschlagen.
Eine erneute Erweiterung des Gießener Bezirks hatte die Auflösung des Amtsgerichts Nidda zur Folge: Die Gemeinde Hungen gelangte am 1. Januar 2012 an den Gießener Bezirk.

## Gebäude

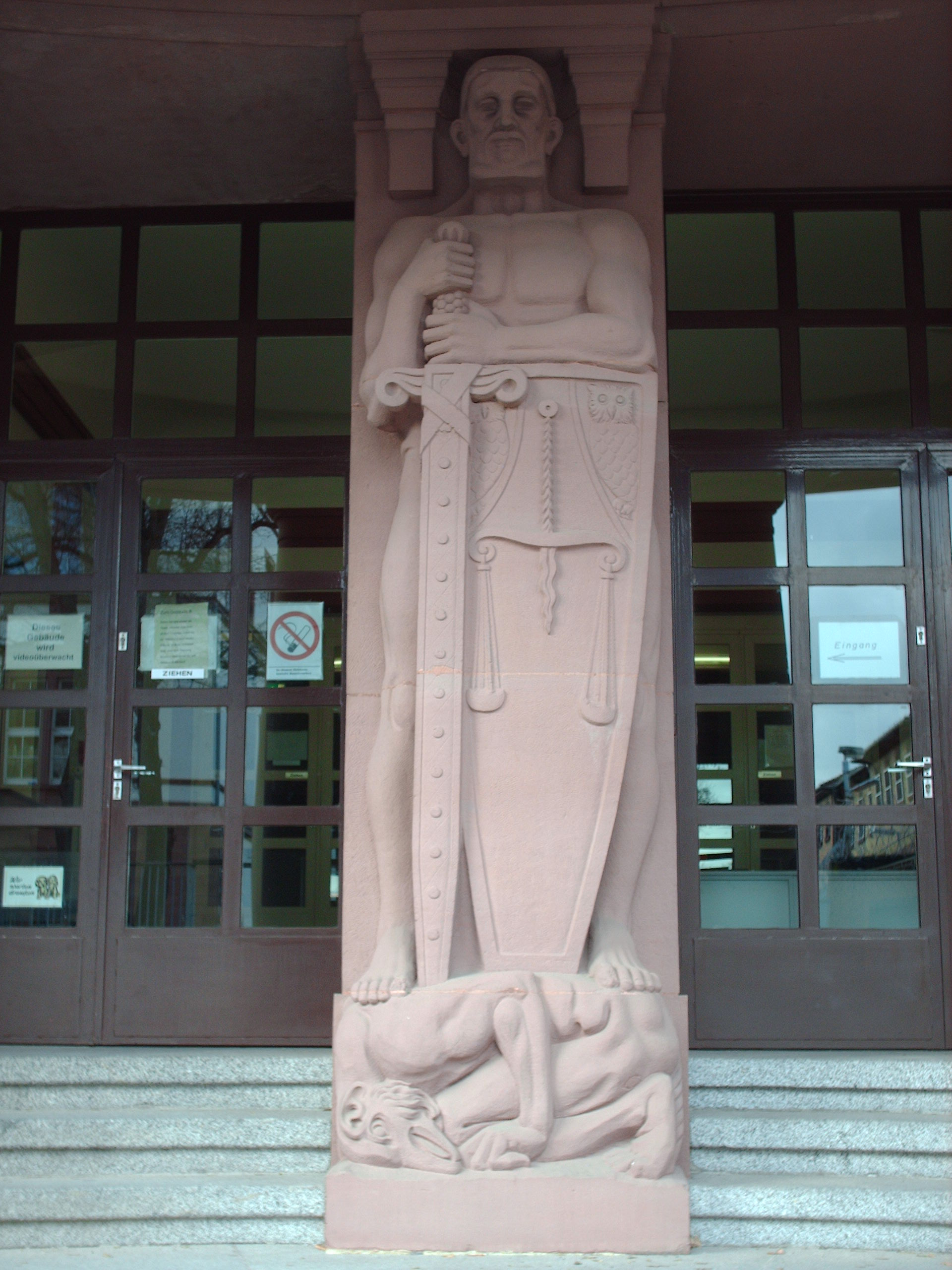
Ritterfigur am Haupteingang

Sitz des Amtsgerichts Gießen ist seit dem 6. Februar 1922 ein 1913–1916 im Auftrag des Großherzoglichen Hochbauamtes erbautes Gebäude in der Gutfleischstraße 1. Besonders auffällig ist der Haupteingangsbereich, der wegen der vier Säulen und der Freitreppe sowie einer Ritterfigur recht imposant wirkt. Im Zweiten Weltkrieg trug das Gebäude große Schäden davon, so wurde etwa das Mansarddach zerstört. Seit 1995 vergrößert ein Anbau das zu klein gewordene ursprüngliche Gebäude. 2007 wurde der in den 1950er Jahren hinzugefügte, sanierungsbedürftige Giebelschmuck entfernt und die ursprüngliche Ansicht wiederhergestellt.
Das Gebäude ist ein Kulturdenkmal und steht aufgrund des Hessischen Denkmalschutzgesetzes unter Denkmalschutz.
Die über die Gutfleischstraße führende Seufzerbrücke, im Volksmund auch Höhere Beamtenlaufbahn genannt, schafft eine direkte Verbindung mit dem Gebäude des Landgerichts Gießen.

## Persönlichkeiten
- Jakob Keller, Richter und ab dem 24. Mai 1928 Direktor des Amtsgerichts Gießen
- Hans Otto Becker, Amtsrichter 1914 bis 1915